# Bruno Prevedi
Bruno Prevedi (Revere, Màntua, 21 de desembre de 1928 - Milà, 12 de gener de 1988) fou un tenor italià, especialment associat amb el repertori italià.

## Vida i carrera
Prevedi va estudiar a Mantua amb Alberto Sorenisa, i a Milà amb Vladimiro Badiali. Feia el seu debut com a baríton el 1958, com Tonio, però de pressa es reciclava com a tenor, i feia un segon debut el 1959, com Turiddu, una altra vegada al Teatro Nuovo a Milà.
Cantà àmpliament a Itàlia, i feia el seu debut a La Scala el 1962 a Debora e Jaele de Pizzetti. També apareixia a Berlín, Múnic, Viena, Budapest, Londres, Buenos Aires.
Feia el seu debut al Metropolitan Opera el 6 de març de 1965 com Cavaradossi a Tosca, en cinc temporades els seus papers van incloure: Alfredo, Manrico, Riccardo, Alvaro, Don Carlo, i Radames.
Bruno Prevedi posseïa una veu de tenor spinto atractiva amb un arrodoniment magnífic en la part superior. Se'l pot sentir sobre un cert nombre d'enregistraments per a Decca, notablement en actuacions completes de Verdi Nabucco, amb Tito Gobbi i Elena Suliotis, a Macbeth, amb Giuseppe Taddei i Birgit Nilsson, i Medea, amb Gwyneth Jones, així com un recital d'àries de tenor.